# Aurensan, Hautes-Pyrénées

Aurensan este o comună în departamentul Hautes-Pyrénées din sudul Franței. În 2009 avea o populație de 749 de locuitori.

## Evoluția populației
| An        | 1975 | 1982 | 1990 | 1999 | 2006 | 2009 |
| --------- | ---- | ---- | ---- | ---- | ---- | ---- |
| Populație | 502  | 567  | 592  | 660  | 721  | 749  |